# Izabela Ściborska
Izabela Ściborska z d. Kasprzyk; (ur. 30 listopada 1983 w Krakowie) – polska siatkarka, grająca na pozycji atakującej lub środkowej. W SPSie Politechnika Częstochowska występowała na pozycji środkowej. Od sezonu 2010/2011 występuje w zespole MUKS Sparta Warszawa.

## Kariera sportowa

### Kluby
- ŁKS Łódź — 1999/2000
- SPS Politechnika Częstochowska — 2003/2004
- SPS Politechnika Częstochowska — 2004/2005
- SPS Politechnika Częstochowska — 2006/2007
- Skra KPS Bełchatów — 2007/2008
- Centrostal Bydgoszcz — 2008/2009
- Centrostal Bydgoszcz — 2009/2010
- Bank BPS Sparta Warszawa — 2010/2011

## Sukcesy
- Sezon 2006/2007 –  Złoty medal AMP z Politechniką Częstochowską,  Brązowy medal AME z Politechniką Częstochowską
- Sezon 2008/2009 –  Brązowy medal AMP z Politechniką Częstochowską